# Anna Elisabeth Geelvinck
Anna Elisabeth Geelvinck (geboren 15. April 1702 in Amsterdam; gestorben 13. Januar 1757 ebenda) war eine niederländische Stifterin.

## Leben
Anna Elisabeth Geelvinck wurde am 15. April 1702 in Amsterdam geboren. Sie war die Tochter des Amsterdamer Bürgermeisters Lieve Geelvinck (1676–1743) und von Agatha Theodora van Bambeeck (1674–1713). Sie wuchs im Umfeld der Amsterdamer Regenten auf: Ihr Vater und ihre Mutter stammten beide aus Familien, die in der Amsterdamer Stadtregierung des 18. Jahrhunderts eine herausragende Rolle spielten. Sie hatte einen Bruder und zwei Schwestern, und die Familie lebte an der Herengracht. Ihre Mutter starb, als sie 11 Jahre alt war. Ihr Vater heiratete 1730 erneut, nun die sehr reiche Witwe Anna de Haze (1690–1761).
Am 13. Februar 1725 heiratete Anna Elisabeth Geelvinck in Amsterdam den Stadtrat Nicolaas Pancras (1696–1739). Er war ein Verwandter des mächtigen Bürgermeisters Joan Corver, der ihn im Alter von 18 Jahren zum lukrativen Postmeister von Hamburg ernannt hatte. Bei dieser Gelegenheit nannte ein Hochzeitsdichter sie „eine Schönheit, deren sich die gesamte Jugend von Amstel zu Recht rühmt“. Das Paar lebte in einem Haus am Goldenen Bogen der Herengracht, einige Jahre später erbte Geelvinck von ihrem Vater den Bauernhof Scheybeek in der Nähe von Beverwijk. Das Landgut besaß das Paar gemeinsam. Pancras starb nach 14-jähriger Ehe im Jahr 1739. Laut Steuererklärungen hinterließ er ein Vermögen von 236.000 Gulden, das größtenteils an seine Witwe ging. Sie verbrachte diesen Sommer im Badeort Spa. Bereits am 11. Dezember 1740 heiratete Geelvick erneut. Der Kaufmann und Witwer Jean Lucas Pels, heer van Hogelanden (1688–1741) verkehrte in denselben vornehmen Kreisen wie sie und lebte ebenfalls an der Herengracht. Sie waren praktisch Nachbarn. Die Ehe war jedoch nur von kurzer Dauer. Innerhalb eines Monats erkrankte der 63-jährige Pels schwer, und am 4. Januar 1741 ließ das Paar ein gemeinsames Testament aufsetzen. Drei Tage später starb Pels, „an Schlafkrankheit und Brustfellentzündung“, so der Tagebuchschreiber Jacob Bicker Raye.
Nach der offiziellen Steuererklärung hinterließ Pels einen Vermögen in Höhe von 432.000 Gulden, aus einer notariellen Urkunde geht jedoch hervor, dass es mehr als doppelt so viel gewesen sein muss. Anna Elisabeth Geelvinck erbte Wertpapiere im Wert von über einer Million Gulden, das Kanalhaus mit seiner Einrichtung, Kleidung, Schmuck, Gold- und Silberwaren sowie Akerendam. Sie verkaufte den Landsitz an ihren Bruder Nicolaas. Zudem hatte man ihr den ruhmreichen Titel ihres verstorbenen Mannes verliehen, so dass sie sich fortan „vrouwe van Hogelanden“ nennen durfte. Ihre Einkünfte wurden im Steuerregister von 1742 aus 25.000 Gulden geschätzt. Sie hatte fünf Bedienstete, eine Kutsche mit vier Pferden und ihr eigenes Landhaus Scheybeek, das sie mit einer Kuppelhalle mit einem allegorischen Deckenbild ausstatten ließ. Nach dem Tod von Jean Lucas Pels führte Anna Elisabeth Geelvinck seine Geschäfte weiter. Einnahmen kamen unter anderem aus Anteilen an den surinamischen Plantagen Boxel und Sinabo. Zwei Jahre später verlor sie viel Geld bei einem Schiffsunglück und ein weiteres Mal im Jahr 1754 durch den Tod eines zahlungsunfähigen Schuldners. Möglicherweise hatte sie literarisches Interesse, da ihre Großtante Sara Hinloopen ihr ihre gesamte Bibliothek vermachte.

### Schenkungen und Wohltätigkeit
Die letzten Jahre ihres Lebens widmete Anna Elisabeth Geelvinck der Wohltätigkeitsarbeit. Für die Grote Kerk in Beverwijk kaufte sie 1756 eine Orgel. Dabei wurde sie auch durch Eigeninteresse geleitet. Den Gesang einiger Gemeindemitglieder empfand sie als „Geschrei“ und so entschied sie sich für den Orgelbauer Christian Müller, der durch seine Orgel für die Haarlemer St.-Bavo-Kirche bekannt war. Am 7. Juli 1756 war Geelvinck Ehrengast beim ersten Konzert, bei dem auch andere Instrumente und Gesang im Vordergrund standen. Anschließend organisierte sie ein Essen für die Musikliebhaber in Scheybeek. Das Gut Scheybeek vermachte sie, nachdem sie erkrankt war am 15. November 1756 dem Sohn ihres Bruders. Das Haus an der Herengracht sollte ihre Cousine Anna Jacoba Geelvinck erben. Ihre berühmteste Spende war ein Vermächtnis von 8.000 Gulden, später erhöht auf 10.000 Gulden, an den Corvershof in der Nieuwe Herengracht 6–18, einem Hofje für ältere Paare der Niederländisch-Reformierten Diakonie. Dank der Spende konnten drei Wohnungen errichtet werden. Eine Inschrift an der Westfassade des Hofjes erinnert an die Schenkung, auch wenn die Summe von Geelvincks Gesamtvermögen in Höhe von 1.152.000 Gulden nur gering gewesen sein dürfte.
Anna Elisabeth Geelvinck starb am 13. Januar 1757 in Amsterdam.